# Waterloo (jeu vidéo, 1989)
Pour les articles homonymes, voir Waterloo (homonymie).
Pour le jeu vidéo de 1985, voir Waterloo (jeu vidéo, 1985).
Waterloo est un jeu vidéo de type wargame créé par Peter Turcan, développé par Personal Software Services et publié par Mirrorsoft au Royaume-Uni et par Strategic Simulations aux États-Unis en 1989 sur IBM PC, Amiga et Atari ST. Le jeu prend place dans un contexte historique et simule la bataille de Waterloo, le joueur y incarnant Arthur Wellesley ou Napoleon. Le jeu se déroule au tour par tour,,.

## Accueil
| Waterloo              |      |       |
| Média                 | Nat. | Notes |
| Amiga Computing       | GB   | 89 %  |
| Amiga Format          | GB   | 92 %  |
| Amiga Power           | GB   | 71 %  |
| Computer Gaming World | US   | 3/5   |
| CU Amiga              | GB   | 88 %  |
| Gen4                  | FR   | 85 %  |
| Zzap!64               | GB   | 86 %  |